# Ochrona przyrody w Mołdawii

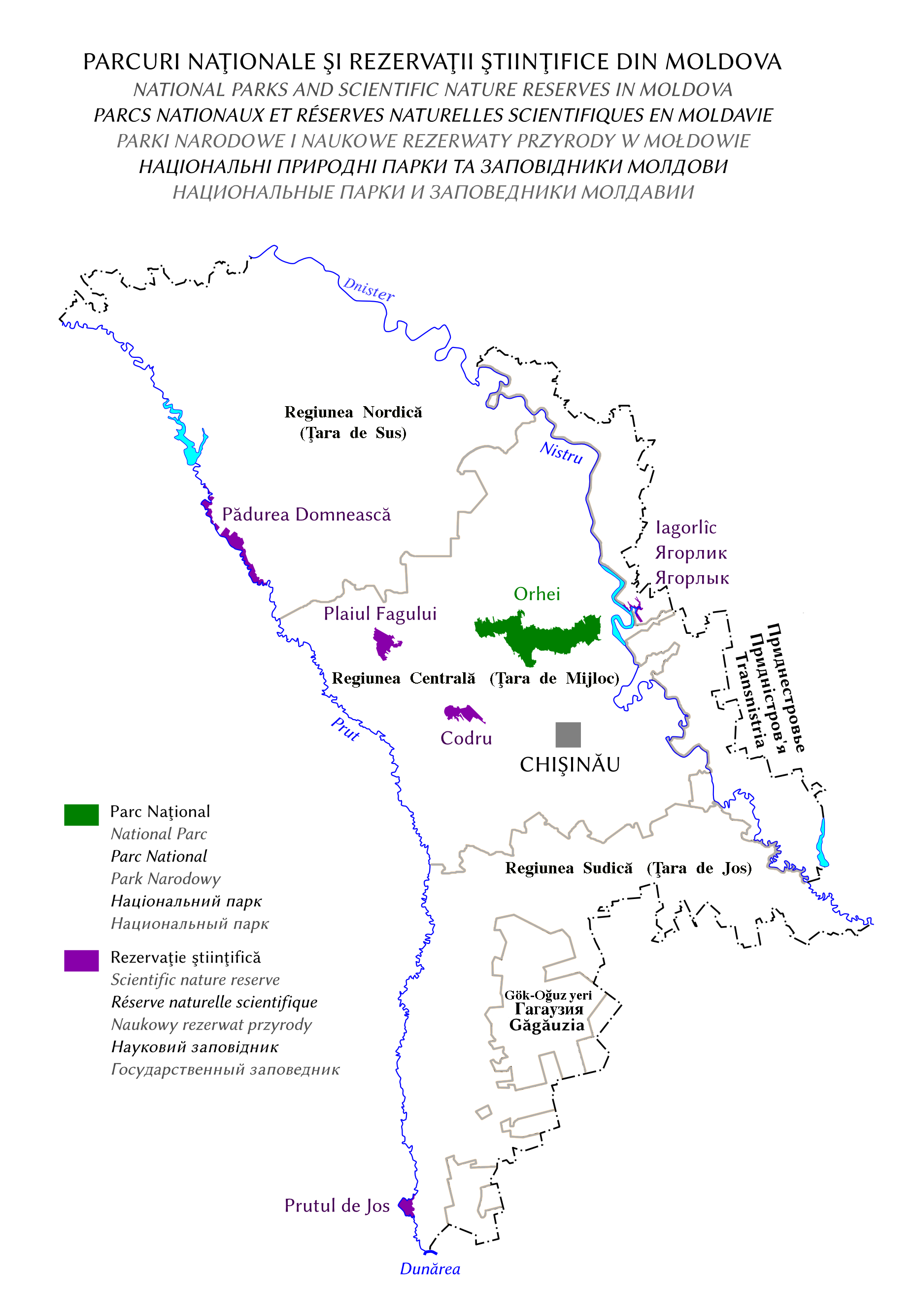
Rozmieszczenie najważniejszych form ochrony przyrody na terytorium Republiki Mołdawii

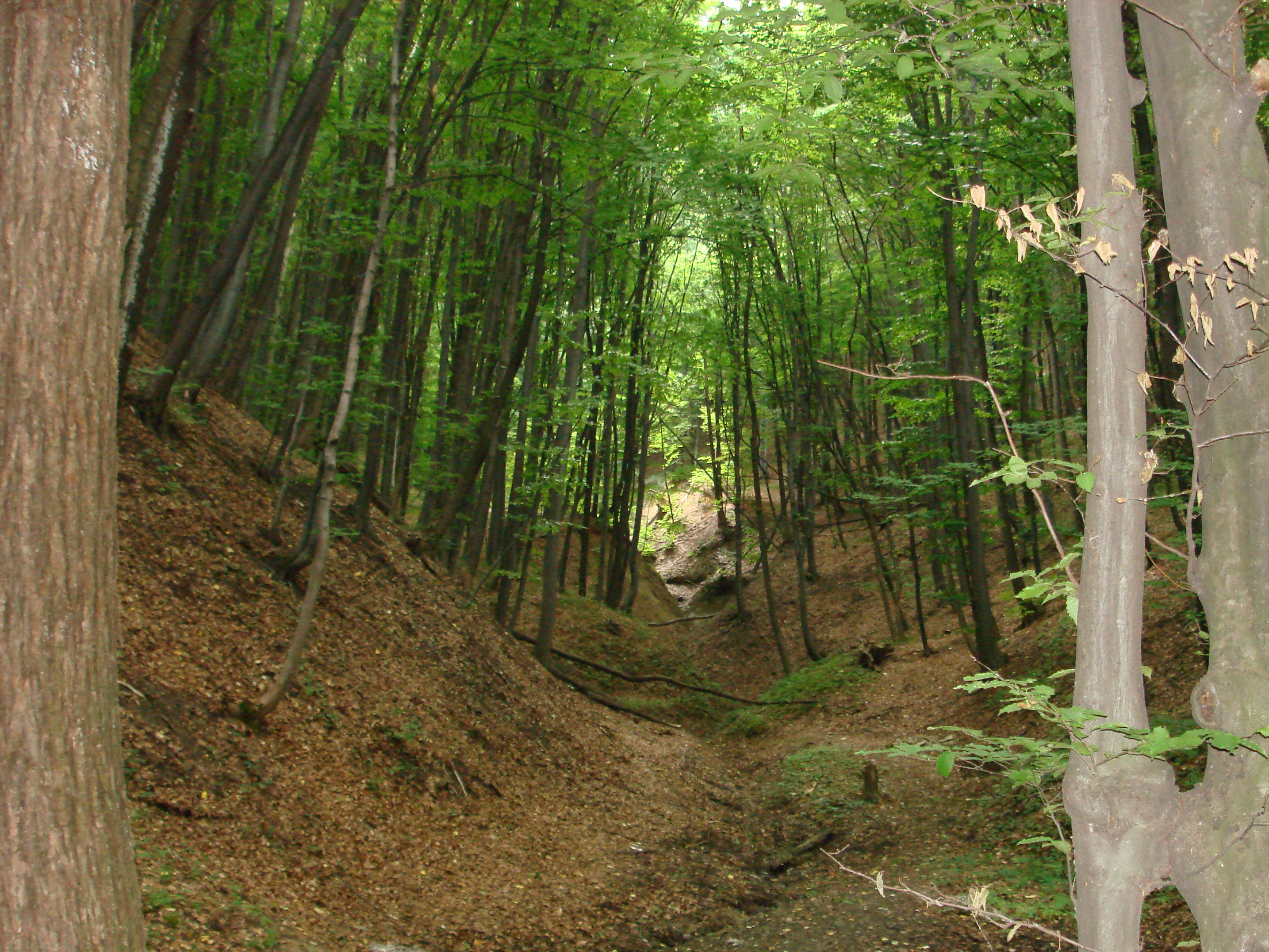
Naukowy rezerwat przyrody Kodry

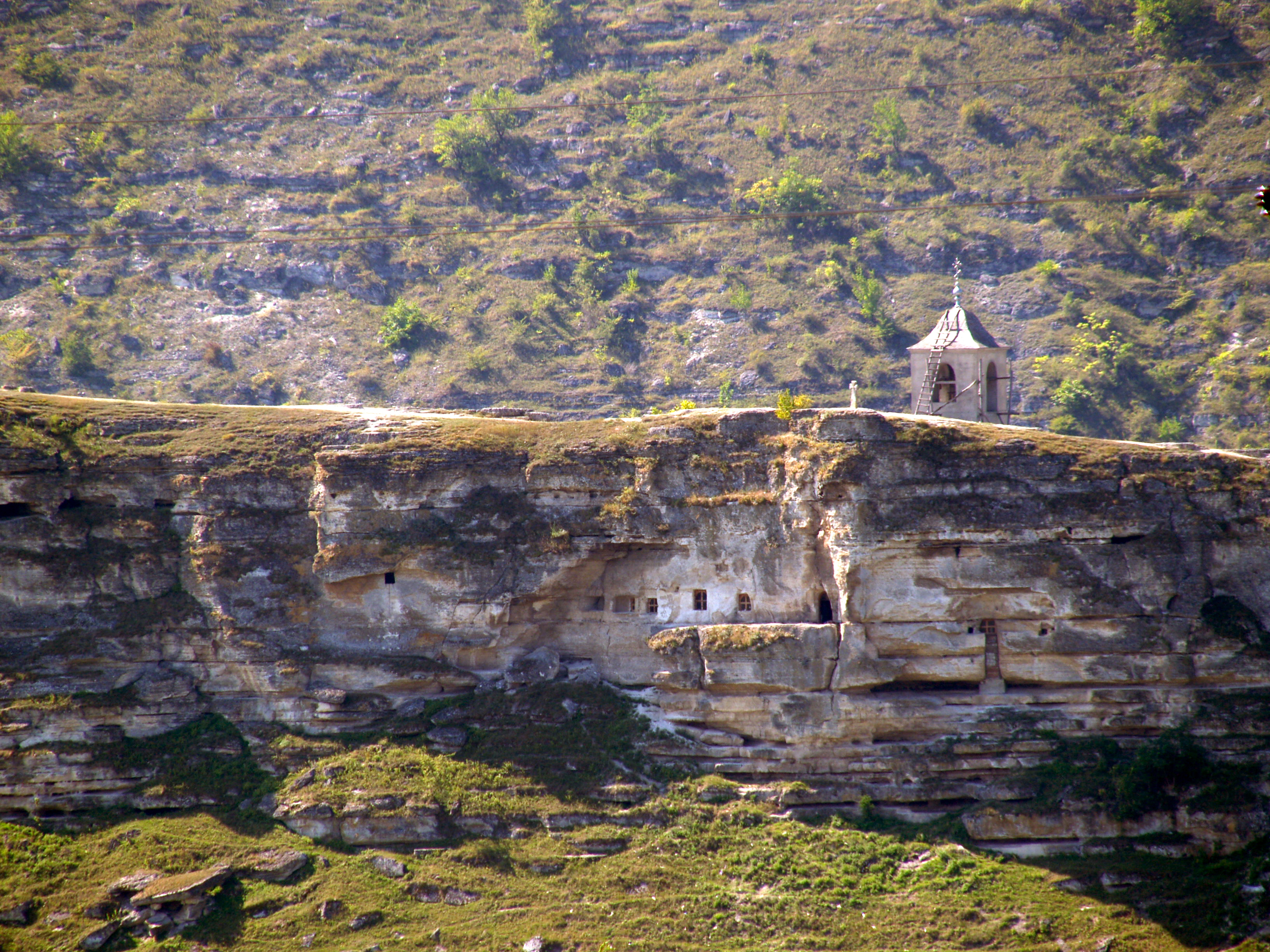
Park Narodowy Orgiejów

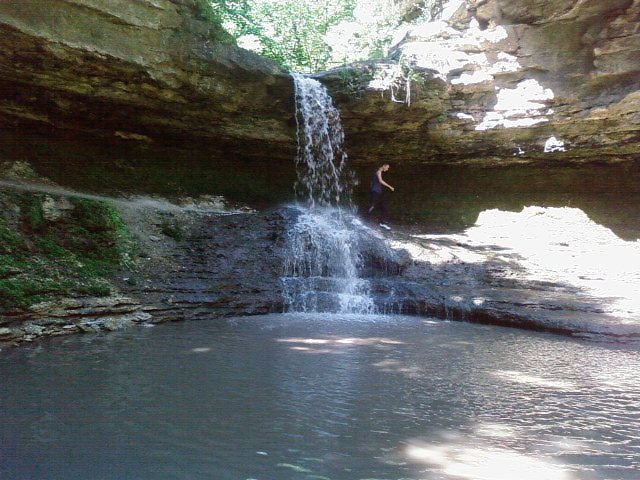
Rezerwat krajobrazowy Saharna

Ochrona przyrody w Mołdawii ma tradycje sięgające początków XX wieku. W efekcie starań przyrodników w 1926 r. objęto ochroną 13 fragmentów lasów. W 1930 r. powołano pierwsze rezerwaty przyrody chroniące lasy Besarabii: „Căpriana” (5011 ha), „Lozova” (200 ha) i „Cărbuna” (35 ha). Ochroną objęto też łąki nad Dniestrem i Prutem. Po zajęciu Besarabii przez Związek Socjalistycznych Republik Radzieckich obszary chronione, głównie o charakterze krajobrazowym, powołano na nowo dopiero w 1962 r. W 1968 r. powstał Komitet Krajowy Ochrony Przyrody, który przyczynił się do znaczącego powiększenia obszarów chronionych do 90821 ha. W 1971 r. powołano pierwszy po wojnie ścisły rezerwat przyrody „Codrii”, który wówczas objął 2734 ha. W 1976 r. powstała pierwsza „Mołdawska Czerwona Księga Zwierząt i Roślin”. Po uzyskaniu niepodległości instytucje państwowe dostosowano do działalności w nowych warunkach politycznych. Aktualnie rząd Mołdawii przeprowadza proces reform w ramach których zostaje unowocześnione prawo i zwiększona współpraca międzynarodowa. Przykładem tych działań jest powołanie parku narodowego, obszarów Ramsar, czy projekt sieci korytarzy ekologicznych.
Obecnie w Mołdawii rozróżnia się 11 różnych form ochrony przyrody z czego 8 odpowiada kategoriom Międzynarodowej Unii Ochrony Przyrody (IUCN). Zajmują one łącznie ponad 5% powierzchni państwa. Większością obszarów administruje państwowe gospodarstwo leśne Moldsilva. Spora część terenów, szczególnie niższych kategorii i zarządzanych przez samorządy, nie jest pod dostateczną opieką, będąc narażonym na nielegalne wydobycie surowców, czy kłusownictwo. Do obszarów chronionych ustawowo należą:
- Naukowe rezerwaty przyrody (rum. rezervații științifice): jest to pięć obszarów o łącznej powierzchni 19379 ha spełniających wysokie normy ochronne, posiadające własne zarządy, stwarzają możliwości prowadzenia badań naukowych i edukacji. Chronią najcenniejsze fragmenty przyrody, a wstęp jest do nich płatny. Odpowiadają kategorii Ia IUCN (ścisły rezerwat przyrody).

Kodry (Codru), powołany 1971,  powierzchnia 5177 ha
Jahorłyk (Iagorlâc), 1988, 863 ha, (na terenie separatystycznego regionu Naddniestrza)
Dolny Prut (Prutul de Jos), 1991, 1691 ha
Plaiul Fagului, 1992, 5642 ha
Pădurea Domnească, 1993, 6032 ha
- Park Narodowy Orgiejów (rum. Parcul Național Orhei) powołano w 2013 r. na obszarze 33792 ha. Jest to pierwsza i jedyna forma ochrony tego typu w państwie. W jej granicach znajdują się cenne przyrodniczo lasy Kodrów Orgiejowskich, czy kandydujące na listę światowego dziedzictwa UNESCO stanowisko archeologiczne Starego Orgiejowa.

- Pomniki przyrody (rum. monumente ale naturii), których jest 130 (87 geologicznych i paleontologicznych, 31 wodnych, 13 botanicznych). Do tej kategorii prawo mołdawskie zalicza też zagrożone gatunki roślin i zwierząt objęte ochroną (jest ich łącznie 472).

- Rezerwaty przyrody (rum. rezervații naturale), których powołano ich dotąd 62, z czego 51 leśnych, 9 roślin lecznyczych i 3 mieszane na łącznym obszarze 8009 ha.

- Rezerwaty krajobrazowe (rum. rezervații peisajere), których powołano 41 na łącznym obszarze 34200 ha.

- 13 Rezerwatów zasobów naturalnych (rum. rezervații de resurse) o obszarze łącznym 523 ha.

- Obszary o zarządzie wielofunkcyjnym (rum. arii cu management multifuncțional) na które składa się 5 sektorów reprezentatywnych roślinności stepowej, 25 sektorów reprezentatywnych roślinności łąkowej i 2 lasy ochronne.

- 3 Obszary wodno-błotne o znaczeniu międzynarodowym (rum. zone umede de importanță internațională) o łącznej powierzchni 94705,5 ha:

Dolny Dniestr (Nistru de Jos), powołany w 2003 r. na powierzchni 60000 ha;
Jeziora dolnego Prutu (Lacurile Prutului de Jos), powołany w 2000 r. na powierzchni 19152 ha;
Unguri-Holoșnița powołany w 2005 r. na powierzchni 15553 ha.
- 2 Ogrody dendrologiczne (rum. grădini dendrologice).

- 21 pomników architektury krajobrazu (rum. monumente de arhitectură peisajeră).

- Ogród Zoologiczny w Kiszyniowie (rum. Grădina Zoologică din Chișinău)